# Obserwatorium Astronomiczne Królowej Jadwigi
Obserwatorium Astronomiczne Królowej Jadwigi – prywatne obserwatorium astronomiczne, usytuowane w Rzepienniku Biskupim w województwie małopolskim. Patronką obserwatorium jest królowa Polski, Jadwiga Andegaweńska.

## Działalność
Właścicielami obserwatorium są Magdalena i Bogdan Wszołkowie, małżeństwo astronomów. Budowa obserwatorium rozpoczęła się w 1998 roku, otwarcie nastąpiło 8 czerwca 2015 r. Gośćmi specjalnymi byli kosmonauta gen. Mirosław Hermaszewski, astronomka prof. Virginia Trimble oraz kosmolog ks. prof. Michał Heller. Obserwatorium Astronomiczne Królowej Jadwigi według planów ma prowadzić działalność edukacyjną, naukową, wydawniczą i organizować konferencje, dysponuje także bazą noclegową. Patronuje mu Obserwatorium Astronomiczne Uniwersytetu Jagiellońskiego i Stowarzyszenie Astronomia Nova.

## Wyposażenie
Obserwatorium dysponuje radioteleskopem RT-9 o średnicy czaszy 9 m, sprowadzonym ze zlikwidowanego Centrum Usług Satelitarnych w miejscowości Psary-Kąty w pobliżu Kielc. Znajduje się w nim także 5,4-metrowa antena amerykańskiego systemu wojskowego, którą wykorzystywało wcześniej Satelitarne Centrum Operacji Regionalnych w Komorowie pod Ostrowią Mazowiecką. Prócz tego obserwatorium posiada dwa teleskopy optyczne, zorganizowana została także ścieżka dydaktyczna. W planach jest budowa laboratorium kosmicznego wyposażonego m.in. w wirówkę przeciążeniową i wieżę spadku swobodnego.